# Vidoška gradina
Vidoška gradina (još i Velika gradina) arheološko je područje koje se nalazi u Vidošima, općina Livno, Federacija Bosne i Hercegovine, BiH. Rješenjem Zavoda za zaštitu spomenika Bosne i Hercegovine proglašena je 2009. kao nacionalni spomenik kulture. U neposrednoj blizini ovog lokaliteta nalazi se crkva Bezgrješnog začeća Blažene Djevice Marije, blagoslovljena 1856. godine.
Gradina je locirana na nadmorskoj visini od 847 m. Na osnovu sakupljenog keramičkog materijala pretpostavlja se da je Velika gradina u Vidošima u prvom obliku sagrađena u IV. stoljeću pr. Kr., što se odnosi na centralnu utvrdu. Čini se nije propala 155. godine pr. Kr., kada je osvojen centar Delmata – Delminium, nego se održala i u kasnijem vremenu. 
Smještena nešto po strani od glavnih komunikacijskih pravaca, ona je sigurno služila i u kasnijim obrambenim sistemima Delmata. Može se pretpostaviti da je gradina u Vidošima definitivno izgubila svoju obrambenu funkciju za vrijeme Augusta, a to znači tek pri kraju I. stoljeća pr. Kr. Ovo bi značilo da je ova utvrda služila svojoj svrsi negdje oko tri stoljeća. 
Vidoška gradina je još 1894. godine privukla pažnju poznatnog istraživača i arheološkog suradnika Zemaljskog muzeja u Sarajevu Václava Radimskýog, koji ju je obišao, premjerio i opisao. Na njoj je našao dosta krhotina rukom građenog suđa od ilovače, dijelove žrnjeva od pješčenjaka, komade različite rimske cigle, te odlomke rimskih posuda. 
Gradinu su detaljno opisali i poznati arheolozi Alojz Benac i Đuro Basler.